# Campeonato Sul-Americano de Voleibol Masculino Sub-23
O Campeonato Sul-Americano de Voleibol Masculino Sub-23 é um torneio de seleções de voleibol da América do Sul organizado pela Confederação Sul-Americana de Voleibol. Sua primeira edição ocorreu em 2014 no Brasil e teve como campeão a potência do esporte no continente, o  Brasil.

## História
Após a criação da categoria sub-23 pela FIVB, as confederações continentais tiveram de encontrar um meio de poderem classificar suas seleções ao mundial da categoria sem utilizar o ranking das seleções adultas. A  CSV junto com a NORCECA em 2012 realizaram em conjunto a primeira Copa Pan-Americana de Voleibol Masculino Sub-23 em 2013, onde colocaram em disputa duas vagas para cada confederação em jogo. A CSV, buscando um maior desenvolvimento da categoria no continente sul-americano, criou a categoria sub-22 a fim de dar um vaga ao campeão ao mundial sub-23, enquanto que a outra vaga ainda seria disputada pela Copa Pan-Americana Sub-23. 
Assim, em 2014 realizou-se o primeiro torneio da categoria, em Saquarema, Brasil, com a participação das seleções da Argentina, Brasil, Chile, Colômbia, Paraguai e Uruguai. Com uma campanha perfeita, os brasileiros consagraram-se campeões, seguidos pelos argentinos, com a prata, e os chilenos, com o bronze. O ponteiro brasileiro Douglas Souza foi declarado MVP da competição.
Para a segunda edição do torneio, em 2016, a CSV modificou o nome da categoria para Sub-23 para se adequar ao padrão da FIVB. Novamente com a participação de seis seleções, desta vez com Equador e Peru substituindo Paraguai e Uruguai, a competição se deu na cidade colombiana de Cartagena. As seleções do Brasil e da Argentina obtiveram novamente ouro e prata, respectivamente, enquanto os colombianos lutaram pelo bronze, vencendo os chilenos; na disputa pelo quinto lugar os peruanos venceram os equatorianos. O Oposto brasileiro Caio Alexandre foi declarado MVP da competição.

## Quadro geral
| Ordem | País      | Medalha de ouro | Medalha de prata | Medalha de bronze | Total |
| ----- | --------- | --------------- | ---------------- | ----------------- | ----- |
| 1     | Brasil    | 2               | 0                | 0                 | 2     |
| 2     | Argentina | 0               | 2                | 0                 | 2     |
| 3     | Chile     | 0               | 0                | 1                 | 1     |
| 3     | Colômbia  | 0               | 0                | 1                 | 1     |

## MVPpor edição
- 2014 –  Douglas Souza[1]
- 2016 –  Caio Alexandre[4][5]